# Wang (Xuanzong)
Wang, född okänt år, död 724, var en kinesisk kejsarinna, gift med kejsar Tang Xuanzong. 
Hon fick titeln kejsarinna vid sin makes tronbestigning 712, men fick ingen son och kejsaren kom så småningom att föredra sin konkubin Wu. 
År 724 upptäcktes det att hennes bror Wang Shouyi hade försökt använda magi för att återskaffa henne kejsarens gunst, varvid han tvingades att begå självmord och Wang avsattes som kejsarinna. 